# 미스터 션샤인
《미스터 션샤인》은 tvN에서 2018년 7월 7일부터 2018년 9월 30일까지 방영된 주말 드라마이다. 1900년부터 1907년까지 대한제국 시대 의병(義兵)의 이야기를 다룬 작품이다. 또한, 미스터 션샤인은 충청남도 논산시 연무읍의 션샤인 스튜디오에서 촬영됐으며, 제목 ‘Mr. Sunshine’은 1900년 당시 표기법에 따라 '선샤인'이 아닌 '션샤인'으로 표기된다.
김은숙 작가와 연출을 맡은 이응복 감독이 《태양의 후예》(2016년), 《쓸쓸하고 찬란하神 - 도깨비》(2016년)에 이어 세 번째로 합작한 작품이다. 하지만 당초 SBS에서 방송될 예정이었으나 막대한 제작비 문제와 주연배우인 이병헌과 SBS 드라마본부 측의 적대적인 관계 때문에 불발됐다. 아울러, 친일 미화-역사 왜곡 등의 다소 논란의 소지가 많기도 했다.
한편, 2018년 9월 22일에는 1회부터 22회까지를 감독판으로 재구성한 영상과 함께 하이라이트와 미공개분, 23~24화 미리 보기 내용을 담은 스페셜 《Gun, Glory, Sad ending》이 방영되었다.

## 줄거리
신미양요 때 조선의 노비 출신 소년 유진이 미국 군함에 승선해 미국으로 건너간 후 미 해병대 장교가 되어 조선으로 돌아와 양반 가문의 애신과 사랑을 나누는 이야기이다.

## 등장 인물

### 주요 인물
- 이병헌 : 최유진 / 유진 초이 역 (아역 김강훈, 전진서) - 노비의 아들, 미 해병대 장교
(계급 : [4])
- 김태리 : 고애신 역 (아역 허정은) - 사대부 딸
- 유연석 : 구동매 / 이시다 쇼 역 (아역 최민영) - 백정 아들, 무신회 한성지부장
- 김민정 : 쿠도 히나 / 이양화 역 - 호텔 글로리 사장 (이가 완익의 딸)
- 변요한 : 김희성 역 - 애신의 정혼자

### 최유진의 주변 인물
- 조우진 : 임관수 역 - 미 공사관 역관
- 데이비드 맥기니스 : 카일 무어 역 - 미 해병대 장교, 유진의 직속상관
(계급 : [5])
- 제이슨 넬슨 : 요셉 스텐슨 역 - 미국인 선교사

### 고애신의 주변 인물
- 최무성 : 장승구 역 (아역 성유빈) - 포수, 애신의 사격 스승
- 김갑수 : 황은산 역 - 도공
- 신정근 : 행랑아범 역
- 이정은 : 함안댁 역
- 이호재 : 고사홍 역 - 애신의 할아버지 (고종의 스승)
- 김나운 : 조씨 부인 역 - 애신의 큰어머니
- 박아인 : 고애순 역 - 애신의 사촌언니
- 지승현 : 송영 역 - 애신의 외당숙, 애신의 아버지의 친우이며 어머니의 외가 오라버니 중 한명

### 김희성의 주변 인물
- 김동균 : 김안평 역 - 희성의 아버지, 대지주
- 김혜은 : 윤호선 역 - 희성의 어머니

### 전당포 해드리오
- 김병철 : 일식 역 - 전직 추노꾼
- 배정남 : 춘식 역 - 전직 추노꾼

### 왕실 & 관료
- 이승준 : 고종 역 (아역 강이석)
- 최종원 : 흥선대원군 역
- 강신일 : 이정문 역 - 궁내부 대신
- 최진호 : 이세훈 역 - 외부대신(친일파)

### 의병단
- 장동윤 : 준영 역 - 무관학교 학도
- 정민아 : 연주 역 - 준영 누나
- 서유정 : 홍파 역 - 주모
- 오아연 : 소아 역
- 신수연 : 손수미 역
- 고우림 : 손도미 역 (청년 김민재) - 수미 동생
- 임철수 : 전승재 역
- 남창희 : 양복점원 신종민 역
- 이동용 : 이상목 의병 역
- 이순원 : 박무걸 의병 역
- 탁우석 : 진국 역
- 윤슬 : 박간호사 역
- 박봉진 : 대장장이 역
- 이동희 : 불란서 제빵소 주인 역

### 친일파
- 최진호 : 이세훈 대감 역, 나라를 팔기 위해 도공 황은산에게 금을 주고 도자기도 삼.
- 김의성 : 이완익 / 리노이에 히로아키 역 - 이양화의 아버지, 부왜인
- 정승길 : 이완용 역
- 정희태 : 정 경무사 역
- 김중희 : 이덕문 역 - 고애순의 남편. 이완익의 비서
- 신문성 : 윤총판 역
- 이정현

### 서양인
- 파비앙 윤 : 프랑스 공사관 서기관 레오 역, 이가 양화의 펜싱 선생임.
- ? : 로건 테일러 역
- 에이미 알리야 : 로건 테일러의 미망인 역
- ? : 프레더릭 매켄지 (영국 언론인이자 데일리 메일(Daily Mail)의 기자)
- 아히안 데가녜 르클레흐 : 애신의 영어 스승 스텔라 역

### 일본인
- 김용지 : 점성술사 호타루 역 - 구동매의 동거녀
- 김남희 : 모리 타카시 역
- 김인우 : 이토 히로부미 역
- 정인겸 : 일본 공사 하야시 곤스케역
- 윤주만 : 유죠 역 - 무신회 낭인
- 이정현 : 일본군 하사 츠다 역
- 최광제 : 일본군 하사 야마다 역
- 공대유 : 사사키 소유 역
- 정태야 : 일본 공사관 스즈키 역
- 윤대열 : 하세가와 요시미치 역
- 김강일 : 의사 마츠야마 역
- 이시훈 : 요시노 고(은산 제자) 역
- 하쿠류 : 무신회 수장 역
- 박수영 : 구로다 남작 역
- 김리우 : 무신회 낭인 역

### 그 외 인물
- 박보미 : 윤남종 역
- 김시은 : 귀단 역 - 호텔 종업원
- 이학주 : 김안평 젊은 시절 역
- 이민섭 : 돌쇠
- 이주빈 : 이세훈의 후첩 계향 역
- 김현 : 분이네 역
- 김선화 : 강씨 부인 역
- 연민지 : 일본 기생 역
- 이상희 : 기차 승객 역
- 권혁 : 통역관 역
- 남상지 : 이덕문 둘째 부인 역
- 류성현 : 늙은 노비 역
- 우상전 : 애신의 친척 어른 역
- 송진우 : 일본 공사관 역관 형기 역
- 윤병희 : 김용주 역
- 최다인 : 순심이 역
- 설우형 : 남자아이 역
- 브렛 린드퀴스트
- 윤지온 : 학도병 역
- 김진성 : 학도병 역
- 박시진 : 학도병 역
- 박지연 : 윤호선(김희성 母) 젊은 시절 역
- 문학진 : 인력거꾼
- 우미화
- 김주황
- 차순형
- 황인준
- 김고은
- 윤종구
- 강이석
- 민경옥
- 문병희
- 김동현
- 조지영
- 김경민
- 황배진
- 박광복
- 박원희
- 이동희
- 손승훈
- 조경숙
- 김로사
- 김서현
- 남동하
- 여운목
- 손경원 : 학부대신 역
- 강학수
- 민대식
- 지성
- 이원진
- 윤혜준
- 오상윤
- 송창규
- 남동하
- 오세열
- 신문성
- 손동화 : 웨이터 역
- 장해송
- 신석민
- 정동근
- 권진우
- 김대국
- 정종우
- 송요셉
- 박용
- 변주현
- 추승욱
- 최영우

### 우정출연
- 진구 : 고상완 역 - 애신의 아버지
- 김지원 : 김희진 역 - 애신의 어머니

### 특별출연
- 김응수 : 김현석 판서 역 - 희성의 할아버지
- 이시아 : 최유진의 어머니 역
- 조완기 : 최유진의 아버지 역
- 심완준
- 임세미 : 구동매의 어머니 역
- 진선규 : 구동매의 아버지 역
- 윤경호 : 장승구의 아버지 역
- 김주령 : 순헌황귀비 엄씨 역
- 박정민 : 안창호 역
- 박승환 : 대한제국군 시위대 제1연대 1대대장으로 계급은 참령(소령)
- 김민재 : 손도미 역 (아역 고우림) - 수미 동생

## 시청률
최저 시청률과 최고 시청률은 시청률 조사회사와 지역별로 시청률에 차이가 있을 수 있습니다.
| 2018년      | 2018년      | 2018년   | 2018년     | 2018년      |
| 회차        | 방송일      | AGB 전국 | AGB 수도권 | TNmS 시청률 |
| ----------- | ----------- | -------- | ---------- | ----------- |
| 제1화       | 7월 7일     | 8.852%   | 10.636%    | 8.5%        |
| 제2화       | 7월 8일     | 9.691%   | 11.511%    | 10.8%       |
| 제3화       | 7월 14일    | 10.082%  | 12.386%    | 10.1%       |
| 제4화       | 7월 15일    | 10.567%  | 11.865%    | 11.4%       |
| 제5화       | 7월 21일    | 10.835%  | 12.717%    | 10.6%       |
| 제6화       | 7월 22일    | 11.713%  | 13.481%    | 11.1%       |
| 제7화       | 7월 28일    | 11.114%  | 12.563%    | 10.8%       |
| 제8화       | 7월 29일    | 12.330%  | 13.912%    | 11.9%       |
| 제9화       | 8월 4일     | 11.695%  | 12.763%    | 12.2%       |
| 제10화      | 8월 5일     | 13.534%  | 15.400%    | 12.9%       |
| 제11화      | 8월 11일    | 12.792%  | 14.227%    | 12.5%       |
| 제12화      | 8월 12일    | 13.399%  | 15.378%    | 13.2%       |
| 제13화      | 8월 18일    | 13.327%  | 15.576%    | 12.8%       |
| 제14화      | 8월 19일    | 15.626%  | 18.126%    | 15.4%       |
| 제15화      | 8월 25일    | 12.893%  | 14.686%    | 12.6%       |
| 제16화      | 8월 26일    | 15.023%  | 17.370%    | 14.8%       |
| 제17화      | 9월 1일     | 7.694%   | 8.140%     | %           |
| 제18화      | 9월 2일     | 14.722%  | 16.387%    | %           |
| 제19화      | 9월 8일     | 14.114%  | 14.775%    | %           |
| 제20화      | 9월 9일     | 16.500%  | 18.178%    | %           |
| 제21화      | 9월 15일    | 14.280%  | 16.013%    | %           |
| 제22화      | 9월 16일    | 16.588%  | 18.749%    | %           |
| 제23화      | 9월 29일    | 15.419%  | 17.272%    | %           |
| 제24화      | 9월 30일    | 18.129%  | 21.828%    | %           |
| 평균 시청률 | 평균 시청률 | 12.955%  | 14.747%    |             |

## 사운드트랙
다음은 오리지널 사운드트랙(OST) 싱글 앨범에 포함된 곡들이며, 정렬기준은 출시 순입니다.
- Part. 1 박효신 - 그날
- Part. 2 일레인 - 슬픈 행진
- Part. 3 김윤아 - 눈물 아닌 날들
- Part. 4 이수현 - 소리
- Part. 5 멜로망스 - 좋은 날
- Part. 6 사비나 앤 드론즈 - My Home
- Part. 7 하현상 - 바람이 되어
- Part. 8 박원 - 이방인
- Part. 9 오존 - Shine Your Star
- Part. 10 뉴이스트 W - And I
- Part. 11 백지영 - See You Again (feat. 리처드 용재 오닐)
- Part. 12 신승훈 - 불꽃처럼 아름답게
- Part. 13 김세정 - 정인
- Part. 14 벤 - If You Were Me
- Part. 15 황치열 - 어찌 잊으오

## 촬영지
- 최참판댁
- 배동 삼릉숲
- 부안영상테마파크
- 황매산
- 만휴정
- 초간정
- 일두고택
- 화왕산성
- 외병대와 고산정
- 운보의 집
- 션샤인 랜드
- 스튜디오 큐브
- 해미읍성
- 서도역영상촬영장
- 계명대학교(계명한학촌)
- 고창읍성(모양성)
- 대장금파크
- 천은사
- 탑동 양관

## 수상 및 후보
| 연도 | 시상식(주최 기관)                      | 부문                               | 수상작(자)    | 결과 |
| ---- | -------------------------------------- | ---------------------------------- | ------------- | ---- |
| 2018 | 제11회 코리아 드라마 어워즈            | 연기대상                           | 이병헌        | 후보 |
| 2018 | 제11회 코리아 드라마 어워즈            | 여자 신인상                        | 김태리        | 후보 |
| 2018 | 제11회 코리아 드라마 어워즈            | OST상                              | 김윤아        | 후보 |
| 2018 | 제6회 아시아태평양 스타 어워즈         | 올해의 드라마상                    | 미스터 션샤인 | 수상 |
| 2018 | 제6회 아시아태평양 스타 어워즈         | 대상                               | 이병헌        | 수상 |
| 2018 | 제6회 아시아태평양 스타 어워즈         | 남자 케이스타인기상                | 이병헌        | 후보 |
| 2018 | 제6회 아시아태평양 스타 어워즈         | 중편드라마부문 남자 우수연기상     | 유연석        | 후보 |
| 2018 | 제6회 아시아태평양 스타 어워즈         | 여자 연기상                        | 김민정        | 수상 |
| 2018 | 제6회 아시아태평양 스타 어워즈         | 여자 케이스타인기상                | 김민정        | 후보 |
| 2018 | 제6회 아시아태평양 스타 어워즈         | 여자 신인상                        | 김태리        | 수상 |
| 2018 | 제6회 아시아태평양 스타 어워즈         | 여자 케이스타인기상                | 김태리        | 후보 |
| 2018 | 제2회 더 서울어워즈                    | 드라마부문 남우주연상              | 이병헌        | 수상 |
| 2018 | 제2회 더 서울어워즈                    | 드라마부문 남우조연상              | 유연석        | 수상 |
| 2018 | 제2회 더 서울어워즈                    | 드라마부문 여우신인상              | 김태리        | 후보 |
| 2018 | 제2회 더 서울어워즈                    | 드라마부문 여자인기상              | 김태리        | 후보 |
| 2018 | 제3회 아시아 아티스트 어워즈           | 배우부문 대상                      | 이병헌        | 수상 |
| 2018 | 제3회 아시아 아티스트 어워즈           | 배우부문 올해의 아티스트상         | 이병헌        | 수상 |
| 2018 | 제3회 아시아 아티스트 어워즈           | 배우부문 페뷸러스상                | 이병헌        | 수상 |
| 2018 | 제3회 아시아 아티스트 어워즈           | 배우부문 남자 인기상               | 이병헌        | 후보 |
| 2018 | 제3회 아시아 아티스트 어워즈           | 배우부문 남자 인기상               | 유연석        | 후보 |
| 2018 | 제3회 아시아 아티스트 어워즈           | 배우부문 올해의 아티스트상         | 유연석        | 수상 |
| 2018 | 제3회 아시아 아티스트 어워즈           | 베스트 액터상                      | 유연석        | 수상 |
| 2018 | 제3회 아시아 아티스트 어워즈           | 배우부문 여자 인기상               | 김태리        | 후보 |
| 2018 | 제12회 미디어어워즈                    | 유료방송 콘텐츠 우수상 드라마 부문 | 미스터 션샤인 | 수상 |
| 2018 | 2018 방송비평상                        | 드라마 부분                        | 미스터 션샤인 | 수상 |
| 2018 | 제23회 소비자의 날 KCA 문화연예 시상식 | 2018 시청자가 뽑은 올해의 드라마   | 미스터 션샤인 | 수상 |
| 2018 | 제26회 대한민국 문화연예대상           | 드라마부문 여자 우수연기상         | 이정은        | 수상 |
| 2019 | 제55회 백상예술대상                    | TV부문 남자 최우수연기상           | 이병헌        | 수상 |
| 2019 | 제55회 백상예술대상                    | TV부문 여자 최우수연기상           | 김태리        | 후보 |
| 2019 | 제55회 백상예술대상                    | TV부문 남자 조연상                 | 유연석        | 후보 |
| 2019 | 제55회 백상예술대상                    | TV부문 여자 조연상                 | 김민정        | 후보 |
| 2019 | 제14회 숨피 어워즈                     | 올해의 드라마상                    | 미스터 션샤인 | 후보 |
| 2019 | 제14회 숨피 어워즈                     | 최고의 드라마 OST부문              | 미스터 션샤인 | 후보 |
| 2019 | 제14회 숨피 어워즈                     | 올해의 배우상 남자부문             | 이병헌        | 후보 |
| 2019 | 제14회 숨피 어워즈                     | 올해의 배우상 여자부문             | 김태리        | 후보 |
| 2019 | 제14회 숨피 어워즈                     | 최우수조연상 남자부문              | 유연석        | 후보 |
| 2019 | 제14회 숨피 어워즈                     | 최우수조연상 남자부문              | 변요한        | 후보 |
| 2019 | 제14회 숨피 어워즈                     | 최우수조연상 여자부문              | 김민정        | 후보 |
| 2019 | 제1회 아시아 콘텐츠 어워즈             | 베스트 크리에이티브 상             | 미스터 션샤인 | 수상 |

## 참고 사항
- 당초 쿠도 히나 역으로 김사랑이 낙점됐으나 건강 상의 이유로 하차하였다.[9]
- 이 화면은 레터박스로 구성되었다.

## 같이 보기
- 대한제국
- 대한민국의 텔레비전 드라마 목록 (ㅁ)
- 2018년 대한민국의 텔레비전 드라마 목록